# Wagner (miniserie televisiva)
Wagner è una miniserie televisiva del 1983 in 10 episodi diretta da Tony Palmer e basata sulla vita del celebre compositore tedesco Richard Wagner (nel centenario della morte), interpretato da Richard Burton.

## Produzione
Il regista Tony Palmer aveva inizialmente concepito l'idea di un film per le sale cinematografiche. Quando il montaggio originale sfiorò la lunghezza di 8 ore, si decise di sfruttare buona parte del girato accorciandolo a 5 ore e dirottandolo in televisione sotto forma di miniserie.

### Cast
La miniserie vanta un cast di notevole rilevanza, che comprende tra gli altri interpreti Vanessa Redgrave, John Gielgud, Ralph Richardson, Laurence Olivier, Joan Plowright, e i coniugi Walton, il compositore William e la moglie Susana, nei ruoli della coppia reale Federico Augusto II di Sassonia e Maria Anna di Baviera.

### Riprese
La miniserie è stata girata in molte location autentiche, tra le quali le residenze di Ludovico II di Baviera (i castelli di Neuschwanstein e Herrenchiemsee), e in buona parte dell'Europa: Ungheria, Svizzera, Italia (Siena, Ravello e Venezia), Vienna e Dublino.

## Colonna sonora
Le musiche di Wagner furono incise appositamente per la miniserie e dirette da Georg Solti.